# Olimpíada Online em Linguística
A Olimpíada Online em Linguística (Onling) é uma competição científica aberta, virtual e internacional de linguística. A participação se dá em duas categorias: uma para os estudantes do ensino médio de todo o mundo e outra para todos os já graduados que desejem participar. Por ser uma competição aberta, não há taxa de inscrição. A organização da olimpíada a considera um "aquecimento para a Olimpíada Internacional de Linguística".
Em 2025, a olimpíada contou com mais de 1600 competidores.

## História
A Onling foi criada em uma lógica diferente das outras olimpíadas de linguística. Ao contrário destas, aquela não é restrita apenas ao público de um país ou de países específicos e não está relacionada à classificação para a Olimpíada Internacional de Linguística.
Em 2014 foi lançada a Olimpíada Ucraniana de Linguística. Inicialmente, a competição se restringia apenas à região de Kiev, porém, com o tempo, passou a receber apoio institucional da Universidade Borys Hrinchenko, o que possibilitou que a olimpíada se expandisse para várias cidades do país. Como consequência dessa expansão, em dezembro de 2015, foi criada a Olimpíada Ucraniana da Internet em Linguística, uma competição gratuita, online e aberta, podendo participar alunos tanto ucanianos quanto estrangeiros. Entretanto, a prova só era disponível em ucraniano e russo.
A Olimpíada Ucraniana da Internet em linguística seguiu acontecendo, até que, em 2019, o comitê que organiza as olimpíadas de linguística da Ucrânia decidiu, tomando como base a competição online local, lançar uma competição internacional virtual de linguística, a Onling. Após o lançamento da Onling, a Olimpíada Ucraniana da Internet em Linguística foi descontinuada.

## Formato
Um diferencial da olimpíada é que ela se aproveita do seu formato virtual para apresentar problemas que se utilizam das ferramentas propiciadas por esse ambiente, como aúdios e vídeos. Os competidores têm um intervalo de 24 horas para participar da prova que, uma vez aberta, fica disponível para ser resolvida por um período de quatro horas consecutivas. A competição é individual e consiste de apenas uma fase, com quatro problemas: dois interativos e dois multimídia. Cada questão vale 20 pontos, com a pontuação máxima para a prova sendo de 80 pontos.
O conteúdo das questões segue o formato tradicional dos problemas autossuficientes das olimpíadas de linguística, tratando de línguas que tenham poucas chances de serem conhecidas pelos competidores. Assim, os competidores devem compreender as estruturas da língua a partir das informações do enunciado e, a partir delas, resolver os desafios propostos.

## Problemas por ano
Em 2019 foram realizadas duas provas: uma rodada de prática, com o objetivo apenas de treinamento e apenas dois problemas, e a competição propriamente dita. A rodada de prática tratou do alfabeto manual sueco e de numerais em zulu. A rodada competitiva tratou de frases em mokilese, termos em lillooet e palavras na língua americana de sinais e regras gramaticais em luganda.
Em 2020 também foram realizadas duas provas: uma rodada de prática, com o objetivo apenas de treinamento e apenas dois problemas, e a competição propriamente dita. A rodada de prática tratou de números em kannada e termos em kaingang. A rodada competitiva tratou de leitura labial de palavras em havaiano, termos em ciluba, palavras em ibibio e frases em tétum.
Em 2021 a competição tratou de termos em tailandês, frases em wari, palavras na língua turca de assobio de aves e fonética em urhobo.
Em 2022 não houve competição.
Em 2023 a competição tratou de frases em avanic (uma língua artificial criada por um dos elaboradores da prova), termos em yele,  frases em wyandot e números em tlapanec.
Em 2024 a competição tratou de frases na língua enets da floresta, expressões em biloxi, frases em oquinauano e números em abelam.
Em 2025 a competição tratou de nasalização em telugu, termos em tsat, frases em ma'di e palavras em swahili.

## Países participantes

Países onde houve participantes da Onling 2025